# Лоренц, Освальд
Освальд Лоренц (нем. Oswald Lorenz; 30 сентября 1806, Йохангеоргенштадт — 22 апреля 1889, Винтертур) — немецкий композитор, органист и музыкальный критик.
С 1825 года изучал теологию в Лейпциге, работал органистом в соборах Святого Иоанна и Святого Георгия. Близкий друг Роберта Шумана, посвятившего Лоренцу вокальный цикл «Любовь и жизнь женщины» (1830). С 1837 года активно публиковался в созданной Шуманом «Новой музыкальной газете» (преимущественно рецензируя вокальную музыку), в 1839 г. замещал Шумана как редактор, а с июля по декабрь 1844 года, после того, как Шуман покинул Лейпциг и снял с себя редакторские полномочия, был ответственным редактором издания. В 1845 году покинул Германию и обосновался в Винтертуре, заняв место второго органиста при много отлучавшемся на гастроли главном органисте Теодоре Кирхнере; работал также как вокальный педагог. С 1878 года на пенсии. Автор песен на стихи Гёте, Гейне и др.